# Algodre
Algodre település Spanyolországban,  Zamora tartományban. Algodre Gallegos del Pan, Villalube, Coreses és Molacillos községekkel határos. Lakosainak száma 135 fő (2024).

## Népesség
A település lakosságának változását az alábbi diagram mutatja:
| Lakosok száma | 191  | 181  | 175  | 181  | 172  | 166  | 153  | 148  | 135  | 135  |
|               | 2001 | 2004 | 2007 | 2009 | 2012 | 2014 | 2017 | 2019 | 2022 | 2024 |